# Alexander Huzman

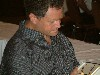
Alexander Huzman
(foto worldopen.com)

Alexander Huzman (Oekraïens: Олександр Григорович Хузман, Russisch: Александр Григорьевич Хузман, Aleksander Grigorjevitsj Chusman, Hebreeuws: אלכסנדר חוזמן) (Zjytomyr, Oekraïne, 10 april 1962) is een Oekraïens-Israëlische schaker en trainer. Hij is sinds 1991 een grootmeester (GM).  
Huzman kreeg schaaktraining van Michail Trosman. Zelf is Huzman trainer aan de Schaakacademie van de Shevah-Mofet highschool in Tel Aviv. Daar gaf hij onder meer training aan de Israëlische schaakster (sinds 2021 IM) Marsel Efroimski. Ook was hij trainer van de Canadese GM Mark Bluvshtein en de secondant van Boris Gelfand. 
Diverse keren nam hij deel aan het toernooi om het kampioenschap van Oekraïne. In 1985 werd hij 6e in Uzhgorod, in 1986 werd hij gedeeld 4e-5e in Kiev, in 1987 werd hij 6e in Mykolajiv, in 1989 werd hij gedeeld 8e-9e in Kherson en in 1990 werd hij gedeeld 5e-7e in Simferopol. 
In 1988 werd hij Internationaal Meester (IM), in 1991 grootmeester. 
Huzman, die Joods is, verhuisde in 1992 naar Israël.
- In 1999 werd hij gedeeld 5e-6e met Boris Avrukh in Tel Aviv; het toernooi werd gewonnen door Boris Gelfand, Ilia Smirin en Lev Psakhis.
- In 2000 werd hij gedeeld 1e-2e met Avrukh in het Biel Open toernooi. De beslissende blitzpartij werd vervolgens gewonnen door Avrukh.
- In 2003 nam hij deel aan de European Club Cup in Rethymnon op Kreta. Hij won zijn partij tegen Garri Kasparov, nadat deze een spaarzame blunder gemaakt had.[2]
- In 2004 werd hij 6e op het rapidtoernooi in Beër Sjeva, dat werd gewonnen door Viktor Kortsjnoj.
- In augustus 2005 werd in Montreal het Empresa-toernooi door Victor Mikhalevski gewonnen met 8 pt. uit 11. Huzman eindigde met 6.5 punt op de derde plaats.
- In seizoen 2009/10 speelde hij voor de Franse vereniging Club de L'Echiquier Chalonnais die in dat seizoen kampioen van Frankrijk werd.

## Nationale teams
Met het team van Israël nam hij deel aan vijf Schaakolympiades, waaronder
- in 1996 aan het eerste reservebord bij de 32e Schaakolympiade in Jerevan (+3 =5 –1)
- in 2000 aan het tweede reservebord bij de 34e Schaakolympiade in Istanboel (+1 =4 –1)
- in 2002 aan het tweede reservebord bij de 35e Schaakolympiade in Bled (+4 =4 –0)
- in 2004 aan het eerste reservebord bij de 36e Schaakolympiade in Calvià (+4 =3 –1)
- in 2006 aan het eerste reservebord bij de 37e Schaakolympiade in Turijn (+3 =4 –0)

Ook nam hij in 1997 en 1999 deel aan het Europees kampioenschap schaken voor landenteams.